# Selaginella gaudichaudiana
Selaginella gaudichaudiana är en mosslummerväxtart som beskrevs av Antoine Frédéric Spring. Selaginella gaudichaudiana ingår i släktet mosslumrar, och familjen mosslummerväxter. Inga underarter finns listade i Catalogue of Life.